# Consuelo Català Pérez
Consuelo Català Pérez (Alacant, 1954) és una política socialista valenciana. Llicenciada en infermeria per la Universitat d'Alacant i militant del PSPV-PSOE, fou responsable de l'Àrea de Salut de l'Institut Valencià de la Dona de juliol de 1986 a octubre de 1988, coordinara de l'IVD a Alacant de desembre de 1988 a iamng de 1990, secretària personal de l'adjunta segona del Síndic de Greuges del País Valencià de gener a novembre de 1994.
És fundadora de la Plataforma pels Drets del Naixement de l'Estat Espanyol i membre del Consell Assessor de la Federació de Dones Progressistes de la Comunitat Valenciana, així com sòcia de la Federació per la Defensa de la Sanitat Pública. També ha estat escollida regidora de l'ajuntament de Dénia i diputada per la província d'Alacant a les Corts Valencianes en les eleccions de 1999, 2003 i 2007. Des de 2011 és vicepresidenta del Consell d'Administració de RTVV.